# Rabmadár
Rabmadár è un film del 1929 diretto da Lajos Lázár e da Paul Sugar.

## Produzione
Il film fu girato nel maggio del 1929, prodotto dalla Mary-Film e dalla Ziehm-Film.

## Distribuzione
In Germania venne presentato in prima a Berlino al Lützow-Palast il 28 marzo 1929 con il titolo tedesco Achtung - Kriminalpolizei! Gefangene Nr. 7. In Ungheria, il film è conosciuto anche con il titolo Éjfétól - hajnalig. Nel 2002, la pellicola di Rabmadár è stato restaurato in una versione di 46 minuti.